# Pit buňka
Pit buňka je velký granulární lymfocyt přítomný v jaterních sinusoidách. Jedná se o jaterní formu NK buňky, od kterého se liší výraznější cytotoxickou aktivitou, srovnatelnou s aktivovanými NK buňkami, tzv. LAK buňkami. V jaterních sinusoidách pracují synergicky s jaterními makrofágy, Kupfferovy buňkami, a společně s dalším typem cytotoxické bílé krvinky, NK-T buňkami, vychytávají z krve případné patogeny a metastatické nádorové buňky, které účinně likvidují
.